# Anna Di Francisca
Anna Di Francisca (Milano, 15 settembre 1959) è una regista e sceneggiatrice italiana, candidata al David di Donatello nel 1997 come miglior regista esordiente per il film La bruttina stagionata.

## Biografia
Cresciuta a Milano, laureata in Lettere indirizzo DAMS all'Università di Bologna e diplomata in regia al corso CEE - Regione Lombardia, si trasferisce a Roma e inizia la carriera come segretaria di edizione e direttrice del cast in produzioni pubblicitarie e televisive. In seguito diviene aiuto regista di Giuseppe Bertolucci nei film I cammelli, Segreti segreti e Strana la vita. È aiuto regista anche di Gianni Amelio (ne I ragazzi di via Panisperna) e di Pál Gábor (ne La sposa era bellissima). 
Inizia a collaborare con la Rai e nel 1990 debutta nel doppio ruolo di regista e sceneggiatrice con una serie di documentari sugli anni '60 dal titolo Memorie. Il suo documentario sulla pena capitale Quando lo Stato uccide viene trasmesso all'interno del programma Mixer; segue poi la serie per Rai 3 in 6 episodi Casa nostra, con Benito Urgu, presentata come evento speciale a Umbria Fiction, finalista al Prix Europa a Berlino e a Input Bristol nel 1993. La successiva serie in 10 episodi Felice, ancora con Benito Urgu, è selezionata per Input '94 Montreal.
Nel 1996 dirige il primo lungometraggio per il grande schermo, La bruttina stagionata, tratto dal romanzo omonimo di Carmen Covito e interpretato da Carla Signoris, Edi Angelillo, Fabrizio Gifuni, Milena Vukotic e Isabella Biagini. Il film (di cui Di Francisca ha scritto la sceneggiatura, insieme ad altri ottiene la Menzione speciale al Prix Europa a Berlino, il Premio Leone Magno alla regia e all'attrice protagonista, e viene candidato sia al David di Donatello che al Nastro d'argento.
Ottiene quindi la menzione del Premio Solinas e l'European Script Fund per il soggetto cinematografico Fate un bel sorriso, realizzato con una coproduzione tra Italia, Francia e Grecia. Il film, interpretato da Claudia Pandolfi, Carla Signoris e Giustino Durano, ottiene riconoscimenti.
Nel 1998, sempre per la Rai, assume la regia della prima serie dello sceneggiato Un medico in famiglia e più tardi de Le ragioni del cuore. Per Mediaset dirige il film per la televisione Il gruppo, con Emilio Solfrizzi, Neri Marcorè e Fabio De Luigi.
In questi anni fa una regia teatrale: lo spettacolo Le confidenze del pene, una serie di monologhi interpretati da Ugo Dighero, Neri Marcorè, Augusto Fornari e altri attori di commedia.
In seguito torna al cinema e dirige Due uomini, quattro donne e una mucca depressa, del quale è anche co-sceneggiatrice, una coproduzione italo-spagnola con un cast di entrambi i paesi, che contempla anche Maribel Verdú e Miki Manojlović; tra gli interpreti italiani, Neri Marcorè e Serena Grandi.
A marzo 2023 esce il suo ultimo film Evelyne tra le nuvole, che ha un ottimo riscontro di pubblico e critica. Ottimo cast anche internazionale (Antonio Catania, Eleonora Giovanardi, Violante Placido, Andrea Roncato, Claire Nebout, Gilbert Melki, Lucia Vasini, Marco Maccieri) e tema di grande attualità: una possibile armonia tra natura e nuove tecnologie.
Anna Di Francisca ha anche realizzato documentari, tra i quali Un giorno da leggere (2007) nell'ambito di una ricerca per l'Università di Siena e la Fondazione Alberto e Arnoldo Mondadori, L'anello forte per il centenario della CGIL, con Maria Paiato e Lunetta Savino, e Il mondo di Mad (2012), una coproduzione italo-svizzera sulla figura della giornalista e disegnatrice Maddalena Sisto, con le animazioni di Zoltan Horvath.

## Filmografia

### Sceneggiatrice
- Memorie, regia di Anna Di Francisca - serie TV (1990)
- Casa nostra, regia di Anna Di Francisca - serie TV (1991-1992)
- Felice, regia di Anna Di Francisca - serie TV (1992-1993)
- La bruttina stagionata, regia di Anna Di Francisca (1996)
- Un medico in famiglia, regia di Anna Di Francisca - serie TV (1998)
- Fate un bel sorriso, regia di Anna Di Francisca (2000)
- L'anello forte, regia di Anna Di Francisca - documentario (2006)
- Un giorno da leggere, regia di Anna Di Francisca - documentario (2007)
- Il mondo di Mad, regia di Anna Di Francisca - documentario (2012)
- Due uomini, quattro donne e una mucca depressa, regia di Anna Di Francisca (2012)
- Evelyne tra le nuvole, regia di Anna Di Francisca (2023)

### Regista
- Quando lo Stato uccide - documentario TV (1989)
- Memorie - serie TV (1990)
- Casa nostra - serie TV (1991-1992)
- Felice - serie TV (1992-1993)
- La bruttina stagionata (1996)
- Un medico in famiglia - serie TV (1998)
- Fate un bel sorriso (2000)
- L'anello forte - documentario (2006)
- Il gruppo - film TV (2001)
- Le ragioni del cuore - serie TV (2002)
- Un giorno da leggere - documentario (2007)
- Il mondo di Mad - documentario (2012)
- Due uomini, quattro donne e una mucca depressa (2012)
- Evelyne tra le nuvole (2023)